# Würschnitz (Fluss)
Die Würschnitz ist der westliche Quellfluss der Chemnitz.

## Verlauf
Der Fluss entspringt als Beuthenbach an der Grenze der Gemarkungen Grüna und Beutha im Mittleren Erzgebirge auf etwa 518 m ü.NHN. Ursprünglich entsprang der Bach etwa 600 m östlich auf etwa 550 m ü.NN. Dieser Teil liegt unter der ehemaligen Bahnstrecke Zwönitz–Chemnitz Süd und ist heute verrohrt. Ab Neuwürschnitz wird er dann als Würschnitz bezeichnet. In den Steegenwiesen vereinigt er sich mit dem Gablenzbach, der auch Stollberger Wasser genannt wird. Diese beiden Hauptquellarme haben ein etwa gleich großes Einzugsgebiet von je 40 km² und entwässern die Stollberg-Beuthaer Hochfläche.
Von den Steegenwiesen bis Klaffenbach durchfließt die Würschnitz eine Kleinlandschaft des Erzgebirgischen Beckens, das Pfaffenhainer Würschnitztal. Mit seinen sanften Hängen ist es kaum mehr als 20–40 m eingetieft. Selbst die weithin von Löss bedeckten, gebirgsseitigen Hänge steigen fast unmerklich bis zum Fuß der Gebirgsrandstufe hin an. Dazwischen aber dehnt sich eine mit 400–600 m ungewöhnlich breite Aue aus. Nur der Porphyrtuff des Neukirchener Waldes engt diese kurzstreckig auf etwa 200 m ein. Hingegen weitet sie sich bei den Steegenwiesen bis auf 1000 m. Damit bildet dieser Talabschnitt ein sehr flaches Muldensohltal, wie es in dieser Form selbst im Hügelland selten vorkommt.
Offensichtlich fehlen der parallel zur Gebirgsabdachung verlaufenden Würschnitz die Erosionsimpulse, beträgt doch das durchschnittliche Längsgefälle des Tales nur 5 Meter pro Kilometer. Daraus erklärt sich das einst stetige Pendeln des Flusslaufes und die damit verbundene breite und mit überwiegend schluffigen Sedimenten belegte Aue. Sie ist weithin stau- und grundvernässt. Mäßig bis stark stauvernässt sind auch große Teile der flachen Talhänge, besonders die südlichen, auf denen der Ackerbau erst seit der Dränage erfolgversprechend ist. So wurde dieses 10 km lange, flache und nasse Tal lange Zeit kaum besiedelt und blieb bis ins 19. Jahrhundert hinein auch verkehrsfeindlich. Mit Ausnahme des am Nordhang gegründeten Hagenhufendorfes Pfaffenhain bestanden einst nur wenige Mühlen und die Neukirchener Wasserburg – heute als Wasserschloss Klaffenbach im Chemnitzer Ortsteil Klaffenbach gelegen.
Im Bereich von Harthau durchschneidet die Würschnitz in einem schmalen Sohlental noch den Erzgebirgsrand, bevor sie sich mit der Zwönitz zur Chemnitz vereinigt. Die Gesamtlänge der Würschnitz beträgt 29 km, das Längsgefälle rund 230 m. Ihr Einzugsgebiet steht mit 137 km² dem der Zwönitz kaum nach. Als natürlicher mittlerer Abfluss werden an der Vereinigung von Würschnitz- und Gablenzbach 0,79 m³/s angegeben, wovon 0,38 m³/s auf den Gablenzbach entfallen. Hochgerechnet auf das gesamte Einzugsgebiet am Zusammenfluss mit der Zwönitz ergibt sich ein mittlerer Abfluss von rund 1,5 m³/s 1 (gegenüber 1,72 m³/s der Zwönitz).

## Fauna
Die Würschnitz galt früher als fischreich. Die Chemnitzer Mönche bezogen Forellen, Schmerlen und Weißfische sowie Flusskrebse als Fastenspeise von hier. Vier Kannen Fische und acht Gulden Pacht waren jährlich an das Kloster für eine von vier Parzellen abzuführen, in die der Fluss geteilt war.

## Name
Der Bach wurde 1226 als Wirsniz erstmals schriftlich erwähnt.
Der Bachname kann aus dem Altsorbischen gedeutet werden: entweder als Viŕšnica, also als ein Bach, der hügeliges Gelände durchfließt (vgl. aso. viŕch, veŕch, „Hügel“, oso. wjerch), oder als Fischreusenbach durch Ableitung aus dem Urslawischen.

## Sonstiges
Von der Straßenbrücke Niederwürschnitz/Niederdorf bis zum Zusammenfluss mit der Zwönitz ist der Fluss ein Gewässer erster Ordnung nach dem Sächsischen Wassergesetz.
Als Teil der Hochwasserschutz-Maßnahmen für die Chemnitzer Region erfolgte am Oberlauf östlich von Thierfeld der Bau des Hochwasserrückhaltebeckens Neuwürschnitz. Baustart war der 2. Juni 2014, Fertigstellung im Herbst 2016.

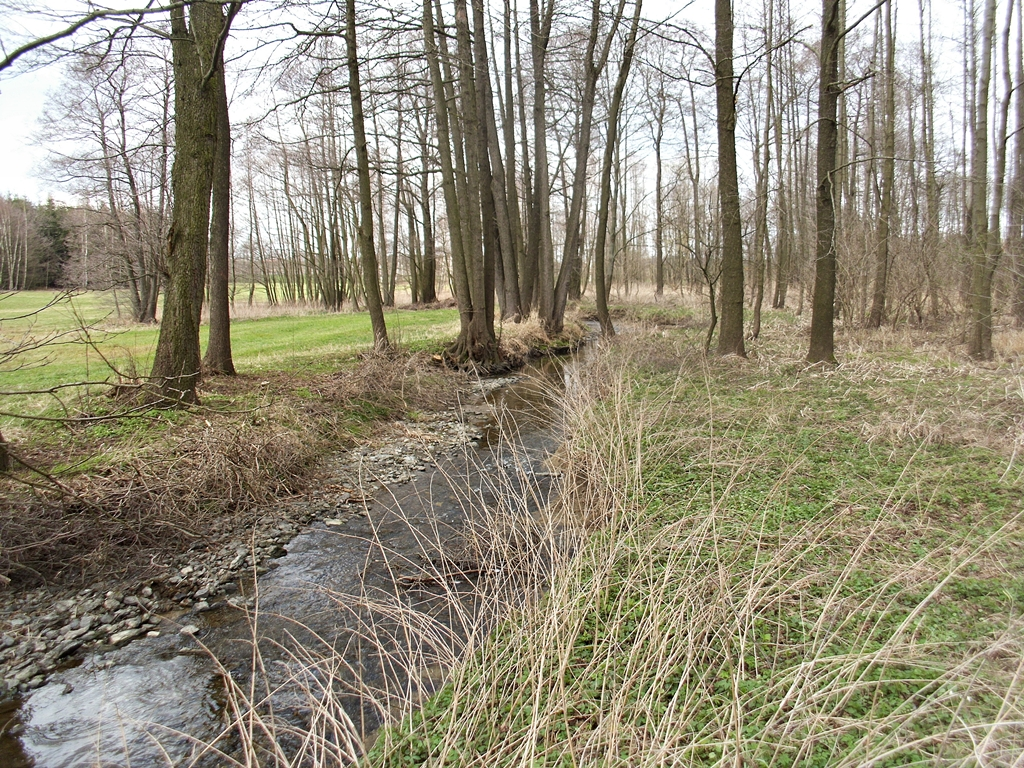
Oberlauf der Würschnitz im Beuthner Wald im Bereich der früheren Mark Wittendorf
Würschnitzhochwasser 1954 Höhe Lichtensteiner Straße in Niederwürschnitz
Würschnitzhochwasser 1954 Höhe Niederwürschnitz
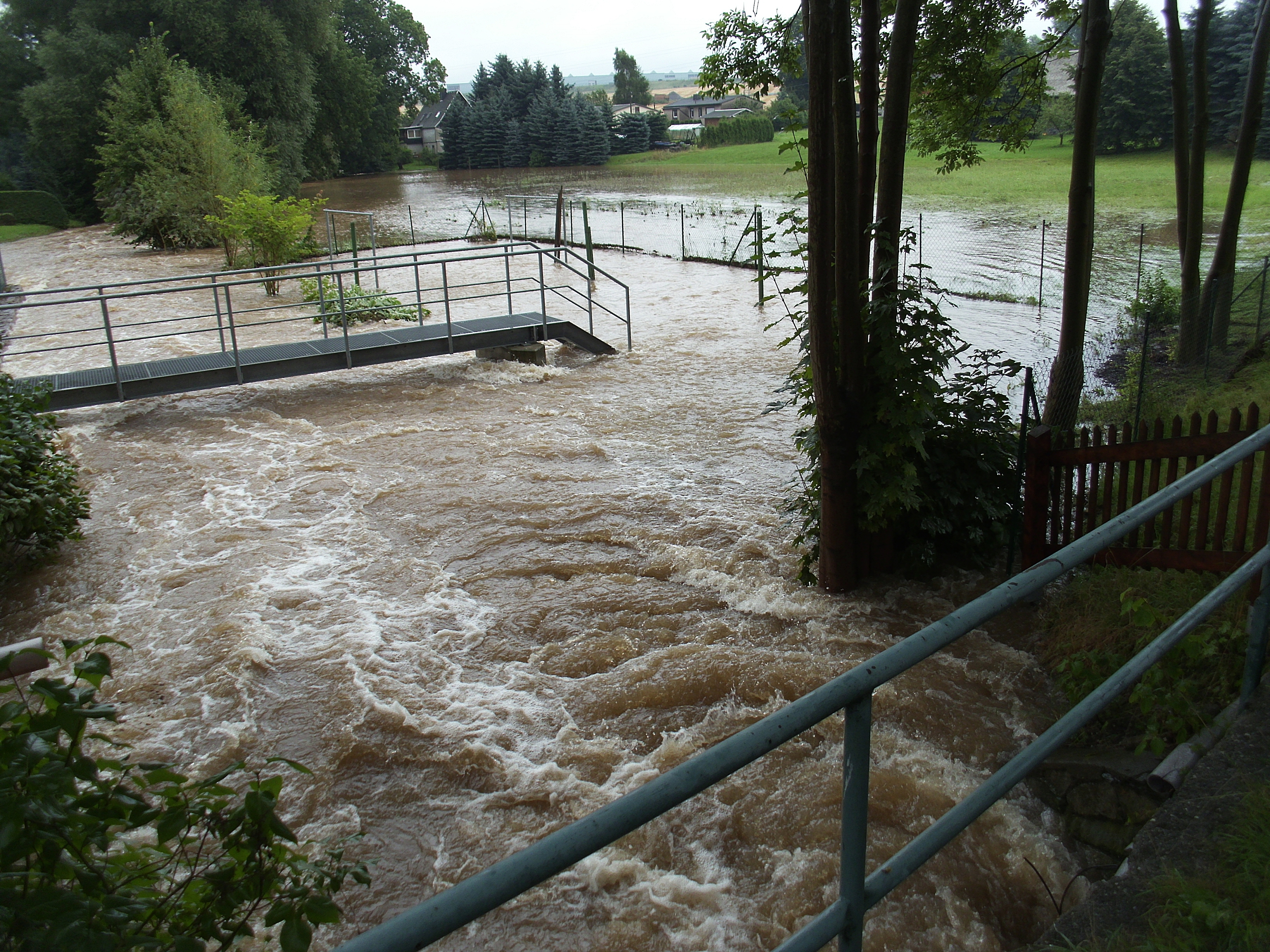
Würschnitzhochwasser 2010 Höhe Niederwürschnitz
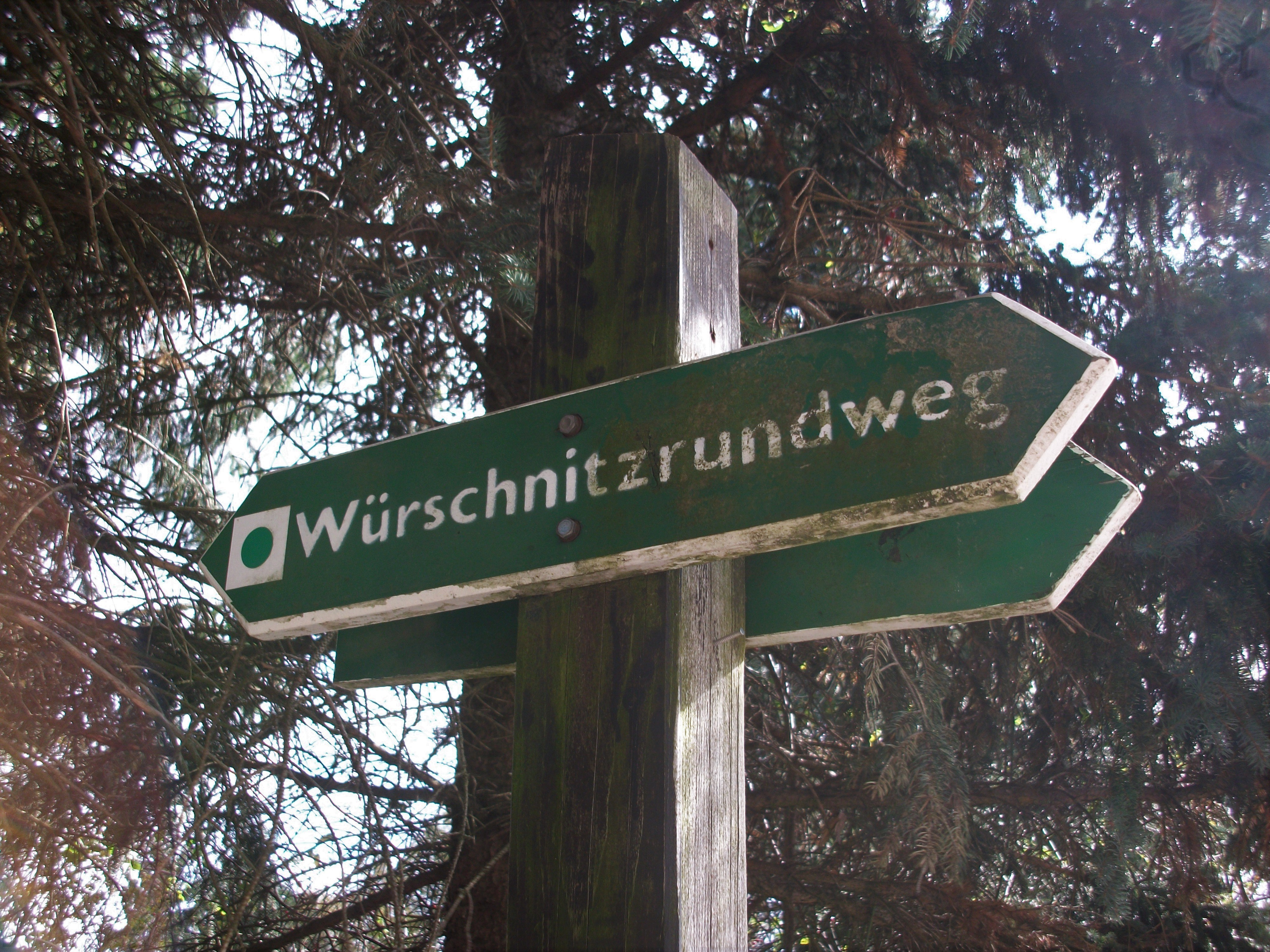
Wegweiser Würschnitzrundweg in Niederwürschnitz